# Bière ambrée
Pour les articles homonymes, voir Bière (homonymie) et Ambre (homonymie).
Une bière ambrée est une bière de couleur roux clair, brassée à partir de malt non torréfié et de malt torréfié (environ 10 % minimum de la quantité totale de malt). La couleur et le goût varient suivant la quantité et la durée de torréfaction du malt. 

## Historique
Le terme est apparu pour la première fois en Angleterre vers 1703 pour désigner les bières fabriquées à partir de malts séchés avec du coke à haute teneur en carbone, ce qui a donné une couleur plus claire que les autres bières populaires à cette époque. 

## Types de bière ambrée
Quelques bières ambrées : Jenlain, Adelscott, Fischer Doreleï, Kronenbourg 7.2 Ambrée, Ch'ti, Coreff, la bière brassée par les moines trappistes d’Orval, etc.